# سیارک ۴۴۱۸
سیارک ۴۴۱۸ (به انگلیسی: 4418 Fredfranklin، نامگذاری:1931TR1) چهار هزار و چهارصد و هجدهمین سیارک کشف شده‌است که در ۹ اکتبر ۱۹۳۱ و در هایدلبرگ کشف شد.
قدر مطلق سیارک برابر ۱۲٫۴۰ است.